# 文博广场
文博广场是位于郑州市金水区农业路与文博东路交叉口的一个公园广场，广场呈南北长、东西窄的长方形，临近河南省博物院。面积2.8万平方米，是周边居民晨练、休闲、散步的场所。

## 简介
广场有72盏景观灯，喷泉一天十多个小时喷水供观赏。广场上有十八罗汉的雕塑。
2007年6月5日，广场被改建成郑州环保节能教育基地，广场上开始推行使用太阳能电池板发电的环保节能设施。